# Авдо Калайджич
Авдо Калайджич (босн. Avdo Kalajdžić; нар. 23 травня 1959, Мостар, СФР Югославія) — югославський та боснійський футболіст, захисник, по завершенні кар'єри — футбольний тренер.

## Клубна кар'єра
Народився в Мостарі. Професійну кар'єру розпочав у місцевому «Вележі». За 10 років у клубі зіграв у клубі 280 матчів та відзначився 13-ма голами. У складі мостарського клубу став володарем Кубку Югославії у сезонах 1980/81 та 1985/86 років.
На початку липня 1988 року виїхав до Туреччини, де став гравцем «Бурсаспора». За нову команду дебютував 20 серпня 1988 року в нічийному (1:1) виїзному поєдинку 1-го туру турецької Суперліги проти «Сариєра». Авдо вийшов на поле в стартовому складі та відіграв увесь матч. Єдиними голами в елітному дивізіоні турецького чемпіонату відзначився 23 квітня 1989 року на 17-й та 84-й хвилині переможного (3:0) домашнього поєдинку 32-го туру проти «Сакар'яспору». Калайджич вийшов на поле в стартовому складі та відіграв увесь матч. За два сезони проведені в клубі, зіграв 63 матчі в чемпіонаті Туреччини. У 1990 році 31-річний Авдо Калайджич вирішив завершити кар'єру гравця.

## Кар'єра тренера
По завершенні футбольної кар'єри розпочав тренерську діяльність. У 1999 році займав посаду виконувача обов'язки головного тренера національної збірної Боснії і Герцеговини, а також у 1998—2000, 2003 та 2016 році очолював «Вележ».
З 2011 по 2012 року працював асистентом головного тренера молодіжної збірної Боснії і Герцеговини Влади Ягодича, а з 2014 року — на аналогічній посаді у «Вележі».
З 2018 по 2019 рік очолював «Вележ U-19». У серпні 2019 року став новим помічником головного тренера «Вележа», працюючи разом із асистентом Мустафою Кодро та головним тренером Феджою Дудичем.

## Досягнення

### Як гравця
«Вележ»
- Кубок Югославії
  -  Володар (2): 1980/81, 1985/86